# Вайльбах (Верхняя Австрия)
Вайльбах (нем. Weilbach (Oberösterreich)) — община (нем. Gemeinde) в Австрии, в федеральной земле Верхняя Австрия.
Входит в состав округа Рид-им-Иннкрайс. Население составляет 628 человек (на 31 декабря 2005 года). Занимает площадь 13 км². Официальный код — 41235.

## Политическая ситуация
Бургомистр общины — Херман Форауэр (АНП) по результатам выборов 2003 года.
Совет представителей общины (нем. Gemeinderat) состоит из 13 мест.
- АНП занимает 9 мест.
- СДПА занимает 3 места.
- АПС занимает 1 место.